# كوزومي، ألا تستوعب ما حولك؟
كوزومي، ألا تستوعب ما حولك؟ (باليابانية: 久住くん、空気読めてますか?، بالروماجي: Kuzumi-kun, Kuuki Yometemasu ka?) (بالإنجليزية: Kuzumi-kun, Can't You Read the Room?)‏ هي سلسلة مانغا يابانية من تأليف ورسم موسوكو، نشر من قبل سكوير إنكس، في مجلة غيكان غانغان جوكر ‏، منذ 22 اغسطس عام 2015 حتى 22 يونيو عام 2019. تكونت المانغا من 51 فصل، وتم تجميعها في 8 مجلدات تانكوبون.

## القصة
تدور أحداث القصة عن إيركا ساكورا هي أشهر فتاة في المدرسة، وتلتقي بنظرات حاسده بسبب أنها بعيدة عن متناول الجميع. مؤخراً أصبحت مهتمة بفتى معين الذي لا يستطيع قراءة ما بين السطور، كوزومي. في حين حصول علاقة بينهما أمر مستحيل.

## وصلات خارجية
- كوزومي، ألا تستوعب ما حولك؟ عند سكوير إنكس
- كوزومي، ألا تستوعب ما حولك؟ على موقع pixivコミック

كوزومي، ألا تستوعب ما حولك؟ على موقع ANN manga (الإنجليزية)